# Marco Tulio Medina
Marco Tulio Medina Hernández (19 de septiembre de 1959, Tegucigalpa, M.D.C. Honduras), médico neurólogo, científico,  ex decano de la Facultad de Ciencias Médicas de la Universidad Nacional Autónoma de Honduras, y galardonado como caballero de la Legión de honor por la República Francesa.

## Biografía
Marco Tulio Medina Hernández, nació en la ciudad de Tegucigalpa, M.D.C. capital de la república de Honduras, el 19 de septiembre de 1959. Sus padres son los farmacéuticos Marco Tulio Medina Cueva y Amparo Hernández Rodríguez. Es un investigador en los campos de la neurología y epilepsia. Se desempeñó como Decano de la Facultad de Ciencias Médicas, UNAH. El doctor Medina ha trabajado en los procesos educativos y de investigación con organismos nacionales e internacionales como la World Federation of Neurology (WRN) .

## Trayectoria profesional
Realizó sus estudios de medicina en la Facultad de Ciencias Médicas, de la Universidad Nacional Autónoma de Honduras (UNAH) entre 1978 a 1985 y se especializó en Neurología en el Instituto de Neurología y Neurocirugía, Manuel Velasco Suárez, en México entre 1987 a 1990, Neurofisiología Clínica en la Universidad de Aix-Marseille, Francia entre 1990-1991 y Epileptología pediátrica y del Adulto en el Centro Saint Paul, Marsella, Francia.
Actualmente Director Regional para América de  World Federation of Neurology (WFN) para América Latina desde el 6 de marzo del 2012 y Director del Centro Colaborador de la Organización Mundial de la Salud para la investigación e intervención comunitarja de la epilepsia.
El 3 de septiembre de 2018, el presidente francés, Emmanuel Macron, nominó al Dr. Marco T. Medina de Honduras como Caballero de la Legión de Honor (Declaración de Consejo de la Orden Nacional de la Legión de Francia).
Efectuó sus estudios de posdoctorado en Epileptología pediátrica y del Adulto en la Universidad de California en Los Ángeles (UCLA) de 1991 a 1993, y obtuvo la aprobación de máster Philosophy  (MPhil) a PhD en el 2015 en el University College London (UCL).
Fue elegido Felow de la Academia Americana de Neurología (siglas en inglés, FAAN) en el 2014. 
Fundó en 1998 el Postgrado de Neurología en la UNAH con el apoyo de la World Federation of Neurology (WFN), convirtiéndose en un programa piloto para países en vías de desarrollo, promoviendo con ello la educación e investigaciones neurológicas en Honduras.
Obtuvo la patente registrada en la Organización Mundial de Propiedad Intelectual, en Estados Unidos de América y Japón de un método de diagnóstico y tratamiento de la Epilepsia, donando a la UNAH el 50 por ciento de las regalías de su patente para el apoyo de la investigación en su país de origen.
Su interés por la investigación en Honduras sobre el avance de la ciencia le llevó a fundar en 1992 junto al profesor Antonio Delgado Escueta, de la Universidad de California en Los Ángeles, el consorcio de investigación para el estudio de los genes de las epilepsias (GENESS) con el que ha co-descubierto al menos 4 genes de Epilepsias comunes, entre ellos EFHC1 o mioclonina 1, GABRB3.
En cuanto a su participación internacional, llegó a ser el director Regional de Neurología para América Latina, Presidente de la Federación Panamericana de Sociedades Neurológicas (PAFNS)  y jefe de la Comisión Latino americana de la Liga Internacional Contra la Epilepsia. Es también consultor experto de la Organización Mundial de la Salud (OMS), Ginebra, para la Clasificación Internacional de Enfermedades así como la sección de neuro-infecciones del texto Neurological Disorders: Public Health Challenges.
Fue revisor de los Institutos Nacionales de Salud NIH-Fogarty International, y trabaja en forma colaborativa con la Universidad de Los Ángeles en California (UCLA) desde 1993, y con la Universidad de Londres (UCL), y el Instituto de Neurología de México.
Organizó la Academia latinoamericana de Epilepsia (ALADE) (ILAE), juntó a Elza Yacubian, Esper Cavalheiro, y otros en São Paulo, Brasil, en el 2007.

### Proyección Social
Fundó en el año 2011, junto a un grupo de connotados hondureños, la Fundación Honduras Global, la cual tiene como objetivo identificar y conectar hondureñas y hondureños altamente calificados a nivel mundial con el fin de promover la transferencia de conocimientos fomentando la innovación, el desarrollo científico, tecnológico y empresarial en Honduras.
Es miembro del comité editorial del canal 10 Televisión Educativa Nacional (TEN).
Ha sido cofundador de la Asociación Hondureña de Médicos Generales, de la Sociedad Hondureña de Epilepsia, Asociación Hondureña de Neurología así como de Asociaciones de apoyo de pacientes: Fundación Hondureña de Epilepsia, Asociación de Trastorno por Déficit de Atención e Hiperactividad, Asociación Hondureña de Esclerosis Múltiple.
En 2017 recibe una medalla por parte del Senado Francés,  en reconocimiento por su destacada labor altruista, desempeño en la medicina y destacada participación en importantes investigaciones científicas .
Junto con el Doctor Jorge Rodríguez (OPS, Washington) y el Doctor Carlos Acevedo (IBE, Chile) consiguió que la epilepsia fuera considerada por la OPS como un problema prioritario para las Américas, por lo que la ILAE le ha otorgado un reconocimiento.

## Publicaciones
Ha publicado más de 100 trabajos de investigación en revistas científicas nacionales e Internacionales incluyendo:
- Nature Genetics
- Lancet
- Archives of Internal Medicine
- Revista Médica Hondureña, entre otras.

Ha editado los libros:
- Las Epilepsias en Centro América[12] Myoclonic Epilepsies,[13]
- Neurologic consequences of Malnutrition[14]
- Actualidades en las Epilepsias[15] y Neurocysticercosis.

## Premios
Ha sido galardonado con varios premios:
- Medalla del Senado Francés en el 2017[16][17]
- Premio Ad Astra Don Bosco Educador 2015[18]
- Premio al mejor investigador de la UNAH en el 2011.[19]
- Premio Salvador Moncada a la mejor trayectoria de Investigación científica en el 2006.
- Premio Nacional de Ciencias, José Cecilio del Valle en 1996 y 2013
- Condecoración José Cecilio del Valle Gran Cruz de Plata en el 2008.[20]
- Premio al Investigador del 2009-2010 por el Club Rotario, Tegucigalpa.
- Premio Luis Trelles de Investigación Neuro epidemiológica (Chile).
- Premio Belarmino Rodríguez otorgado por la Sociedad Española de Neurología, en el 2007.[21]